# Conte di Powis
Conte di Powis è un titolo nobiliare inglese nella Parìa del Regno Unito.

## Storia

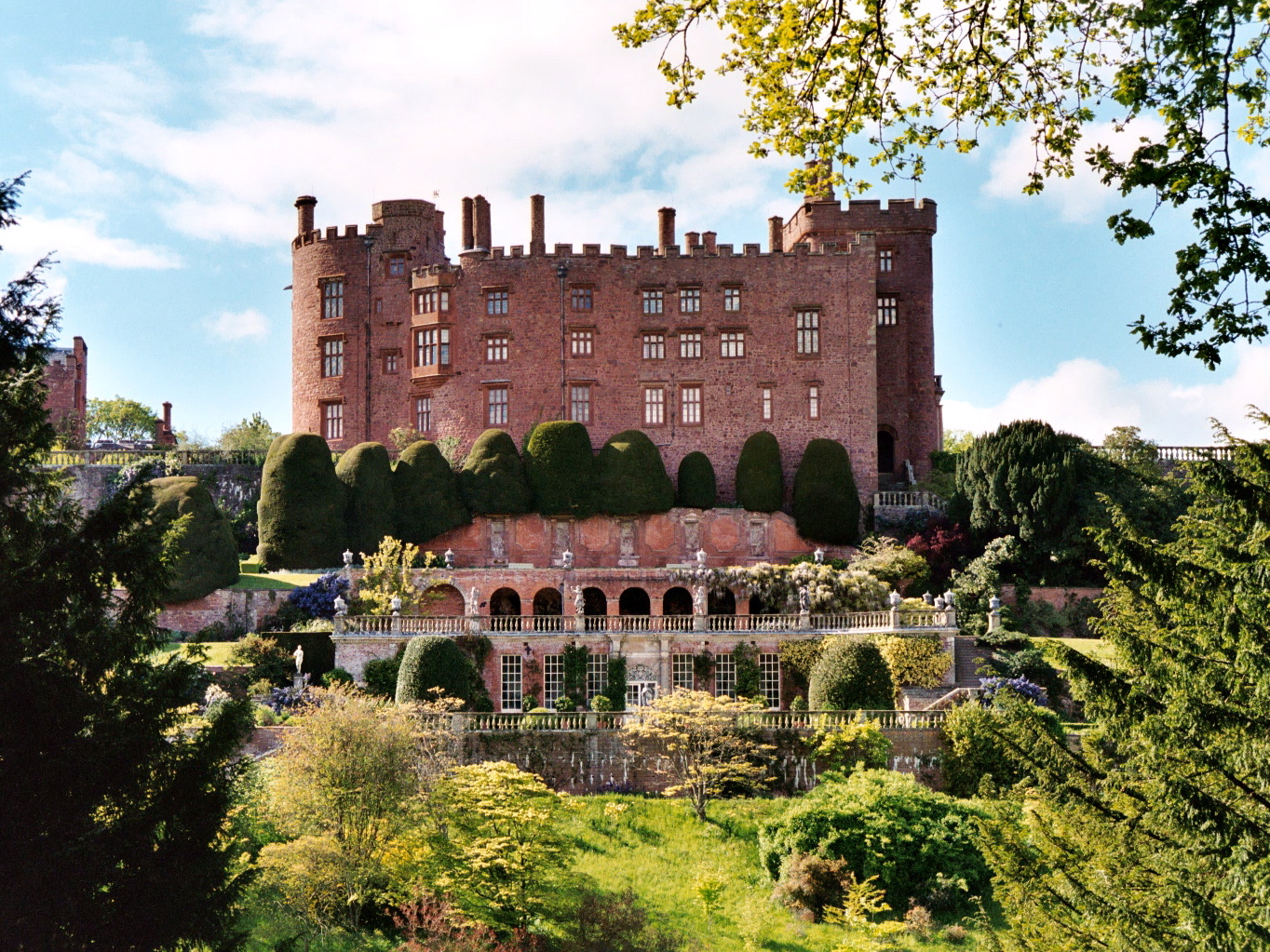
Il Powis Castle

Il titolo venne creato nella sua storia per ben tre volte. La prima creazione fu nella Paria d'Inghilterra nel 1674 in favore di William Herbert, III barone Powis, un discendente di William Herbert, I conte di Pembroke (c.1501-1570). Nel 1687, venne onorato anche del titolo di Marchese di Powis. Per ulteriori informazioni sulla creazione della contea, estintasi nel 1748, vedi la voce relativa a quel titolo.
Il titolo venne creato nuovamente nel 1748 nella Parìa di Gran Bretagna per Henry Arthur Herbert, marito di Barbara, figlia di lord Edward Herbert, fratello di William, III marchese di Powis, il quale rappresentò la costituente di Bletchingley e Ludlow al parlamento e prestò servizio come Lord Luogotenente del Montgomeryshire e dello Shropshire. Herbert era già stato creato Barone Herbert di Chirbury nel 1743 e venne creato Barone Powis e Visconte Ludlow nel contempo che gli venne concessa la contea. Nel 1749 venne creato inoltre Barone Herbert di Chirbury e Ludlow, con possibilità di concessione in prima istanza al fratello Richard Herbert ed in seconda istanza al suo parente Francis Herbert, di Ludlow. Suo figlio, il II conte, fu Lord Luogotenente del Montgomeryshire e dello Shropshire. Ad ogni modo, alla sua morte nel 1801 tutti i titoli si estinsero (tutte le persone in pretesa della baronia del 1749 erano morte senza eredi prima del II conte).
Il titolo venne creato per la terza volta nella Parìa del Regno Unito nel 1804 quando Edward Clive, II barone Clive, (genero del I conte della precedente creazione) venne creato Conte di Powis, nella Contea del Montgomeryshire. In precedenza aveva rappresentato Ludlow alla camera dei comuni ed aveva servito come Lord Luogotenente dello Shropshire e del Montgomeryshire. Clive era marito di lady Henrietta, figlia del I conte di Powis della creazione del 1748 e sorella ed erede del II conte. Clive era già stato creato Barone Clive, di Walcot nella contea dello Shropshire, nel 1794, nella Parìa di Gran Bretagna, e venne creato Barone Powis, di Powis Castle nella Contea di Montgomery, Barone Herbert, di Chirbury nella Contea dello Shropshire, e Visconte Clive, di Ludlow nella contea dello Shropshire, nel contempo. Clive era figlio del famoso militare Robert Clive, già elevato nella Parìa d'Irlanda col titolo di Barone Clive, di Plassey nella Contea di Clare, nel 1762. Noto come "Clive d'India", è ancora oggi riconosciuto come una delle figure chiave della presa di potere degli inglesi in India.
Il I conte venne succeduto dal figlio primogenito, il II conte, il quale fu membro del parlamento per Ludlow e prestò servizio come Lord Luogotenente del Montgomeryshire. Nel 1807, lord Powis assunse per Licenza Reale il cognome e lo stemma degli Herbert. Suo figlio, il III conte, rappresentò Shropshire North in parlamento e prestò servizio come Lord Luogotenente del Montgomeryshire. Venne succeduto da suo nipote, il IV conte. Questi era figlio del tenente generale Sir Percy Egerton Herbert, figlio secondogenito del II conte. Lord Powis fu Lord Luogotenente del Montgomeryshire e sposò Violet Ida Evelyn Herbert, XVI baronessa Darcy de Knayth. Il loro figlio primogenito, Percy Robert Herbert, visconte Clive morì combattendo nella Battaghlia della Somme; il loro figlio secondogenito Mervyn Horatio Herbert, visconte Clive, succedette alla madre nella baronia alla sua morte nel 1929. Ad ogni modo, egli premorì al padre e venne succeduto nella baronia da sua figlia Davina suo jure XVIII baronessa Darcy de Knayth.
Lord Powis venne succeduto da un suo cugino, il V conte. Questi era figlio del colonnello Edward William Herbert, figlio a sua volta di Robert Charles Herbert, figlio quartogenito del II conte. Alla sua morte i titoli passarono a suo fratello minore, il VI conte. Questi venne succeduto dal suo cugino di secondo grado, il VII conte. Questi era figlio del reverendo Percy Mark Herbert, vescovo di Blackburn e Norwich, figlio a sua volta del maggiore generale William Henry Herbert, figlio quintogenito del II conte. Attualmente i titoli sono passati al figlio di questi, l'VIII conte, al quale è succeduto nel 1993. Lord Powis è inoltre Lord of the Manor di Clun.
La sede di famiglia è il Castello di Powis, presso Welshpool, nel Montgomeryshire, Galles.

## Conte di Powis, I creazione (1674)
- vedi Marchese di Powis

## Conti di Powis, II creazione (1748)
- Henry Arthur Herbert, I conte di Powis (1703–1772)
- George Edward Henry Arthur Herbert, II conte di Powis (1755–1801)

## Baroni Clive (1762)
- Robert Clive, I barone Clive (1725–1774)
- Edward Clive, II barone Clive (1754–1839 (creato Conte di Powis nel 1804)

## Conti di Powis, III creazione (1804)
- Edward Clive, I conte di Powis (1754–1839)
- Edward Herbert, II conte di Powis (1785–1848)
- Edward James Herbert, III conte di Powis (1818–1891)
- George Charles Herbert, IV conte di Powis (1862–1952)
- Edward Robert Henry Herbert, V conte di Powis (1889–1974)
- Christian Victor Charles Herbert, VI conte di Powis (1904–1988)
- George William Herbert, VII conte di Powis (1925–1993)
- John George Herbert, VIII conte di Powis (n. 1952)

L'erede apparente è il figlio dell'attuale detentore del titolo, Jonathan Nicholas William Herbert, visconte Clive (n. 1979).